# Learning Content Management System
Ein Learning Content Management System (kurz LCMS) ist eine Weiterentwicklung eines Learning Management Systems (LMS). Das LCMS ist ein Multiuser-System, in dem Learning-Content-Entwickler Inhalte erstellen, speichern, beliebig wiederverwenden und verwalten können. Außerdem enthält ein LCMS eine Komponente zur Auslieferung von digitalen Lerninhalten aus dem zentralen Contentspeicher. LCMS-Systeme erlauben dem User kleine wiederverwendbare Einheiten, auch Reusable Learning Objects (RLO) genannt, zu erstellen und beliebig oft wiederzuverwenden.
Die wesentlichsten Komponenten eines LCMS sind:
- Ein Autorentool zum Erstellen, Editieren, Verwalten und Wiederverwenden von Content
- Ein zentrales Objekt Repository zum Verwalten der Lerninhalte
- Ein dynamisches Interface zur Anzeige der Lerninhalte für den User
- Ein Administrationstool zum Verwalten der Berechtigungen des Contents, der User und der Usergruppen

Die wohl wichtigste Aufgabe eines LCMS ist das zentrale Object Repository, das die wiederverwertbaren Lernobjekte (Reusable Learning Objects) verwalten kann. Ziel ist es, ungewollte Redundanzen und widersprüchliche Informationen weitgehend zu verhindern.

## Unterschiede zwischen LMS und LCMS
LMS oder LCMS gelten im Moment als die umfassendsten Systeme für E-Learning. Hier zeigt sich aber rasch die Schwierigkeit von Kategorisierung und Einteilung derartiger Werkzeuge. Es finden sich zwar viele gemeinsame jedoch auch zahlreiche unterschiedliche Funktionalitäten. Generell gesagt umfassen LMS oder LCMS die Funktionalitäten im Bereich von Kursmanagement, von Content-Management, von Autorenwerkzeugen und von Groupware. Oft ist die zentrale Teilnehmerverwaltung einer Bildungsinstitution damit verknüpft.
Learning Management System
Grundsätzlich wird ein E-Learning-System benötigt um das Online- und/oder Präsenz-Kursangebot, den Workflow des Veranstaltungsmanagements von Buchungsprozessen, Lehr- und Lernprozessen bis zur Ressourcenadministration unterstützen zu können. Man bezeichnet diese verwaltungsorientierten Systeme als Learning Management Systeme (LMS).
Auch findet man in LMS-Systemen häufig die Verwaltung von Dokument basierenden Kursunterlagen. Hier werden Lerninhalte auf Basis von Dokumenten, wie zum Beispiel Powerpoint-Präsentationen, Text-Dateien, Videos und Audio-Files oder HTML-Dokumente verwaltet (Document-based Learningcontent).
Learning-Content-Management-Systeme
Systeme, die sich auf das Management von Learning-Content spezialisiert haben, nennt man Learning-Content-Management-Systeme. Wenn eine einfache Administrationsumgebung zur Verwaltung von E-Learning-Content nicht ausreicht, muss man sich eines solchen Systems bedienen. LCMS-Systeme sind eine Weiterentwicklung von LMS-Systemen, die sich auf das Erstellen, Speichern, beliebig Wiederverwenden und automatisierte Darstellung von Lerninhalten spezialisiert haben. LCMS-Systeme bieten für die Verwaltung von Lerninhalten wesentlich fortgeschrittenere Werkzeuge an.
Page-based Learningcontent
Innerhalb der LCMS-Systeme kann man weiters unterscheiden zwischen Systemen, die Content auf Seitenebene verwalten (page-based) und Systemen, die Content bis auf die Ebene von einzelnen Textpassagen herunterbrechen können (asset-based). Der wesentliche Unterschied liegt darin, dass die Ablage von einzelnen Seiten (page-based) nur eingeschränkte Wiederverwendung von Lerninhalten erlaubt. Hier werden fertige abrufbare Seiten erstellt, die vom Autor manuell in einen Ablauf eingebunden werden müssen, damit sie einen zusammenhängenden Kurs ergeben. Bei solchen Systemen ist es relativ einfach bestehenden Content aus einem LMS (document-based) wiederzuverwenden. Jedoch bieten diese Systeme eingeschränkte Flexibilität und Einsparungspotentiale in der Contentwiederverwendung.
Asset-based Learningcontent
Im Asset-based LCMS werden alle Lerninhalte in der kleinsten sinnvollen Einheit, den Assets, verwaltet. Das heißt also, dass nicht ein ganzes File (z. B.: Textdokument) oder eine ganze Seite (z. B.: Präsentationen) abgelegt wird, sondern die darin enthaltenen Textbausteine, einzelne Bilder und Grafiken und die dazugehörige Struktur.
Diese Elemente können dann nicht nur in einer Lerneinheit verwendet werden, sondern je nach Bedarf gleichzeitig in vielen weiteren Lernangeboten. Wenn ein solches Asset verändert werden soll, muss es nur an einer Stelle angepasst werden und ist damit automatisch überall dort aktualisiert, wo es verwendet wird.
Asset-basierendes-Management von Content bietet daher sehr ausführliche Wiederverwendungsoptionen und daher ein höheres Optimierungspotential. Solche Systeme bieten eine effiziente Möglichkeit 'Knowledge Management' mit 'E-Learning' zu verbinden.

## Anwendung von LCMS-Systemen im E-Learning
Die folgende Grafik soll ein mögliches Anwendungsszenario für ein LCMS darstellen.
Ein optimiertes E-Learning, unter der Verwendung eines LCMS-Systems, braucht ein Verwaltungssystem um die administrativen Anforderungen abdecken zu können. Solche Systeme sind oft bereits vorhanden und können weiterverwendet werden (siehe Learning Management System). Das LCMS wird an das LMS angeschlossen und kann damit Userprofile, Noten, Statistiken etc. austauschen.
Der Lerner kann beide Systeme über einen zentralen Webzugang erreichen und weiß im besten Fall gar nicht, dass er sich auf einem LCMS befindet. Der Autor kann das LCMS auch über das Portal erreichen und kann direkt in der Useransicht Inhalte erstellen und verändern. Der Administrator kann beide Systeme direkt erreichen und bekommt ausführliche Verwaltungsmöglichkeiten angeboten. Das Management kann, je nach Implementierung verschiedene Statistiken entweder im LMS oder im LCMS abrufen.
Je nach Funktionsumfang der Systeme kann es hier viele Umsetzungsvarianten geben.
Im Wesentlichen kann man feststellen, dass der Einsatz eines LCMS besonders dann sinnvoll ist, wenn …
- eine größere Anzahl an Lerninhalten erstellt oder verwaltet wollen soll
- Lerninhalte einfach und effektiv zentral verwaltet und mehrfach wiederverwendet werden soll
- Lerncontent über mehrere Standorte oder Organisationen verteilt oder gemeinsam genutzt werden soll
- Wissen der Anwender/Experten in den Wissenspool miteinfließen soll
- der Produktionszyklus von Lerninhalten deutlich verkürzen und optimiert werden soll

## Weiterführende Begriffe
- E-Learning
- Blended Learning
- Rapid E-Learning
- Metadaten
- SCORM
- Autorensystem
- Knowledge Management
- Single Sourcing